# Harharia Chak
Harharia Chak è una suddivisione dell'India, classificata come census town, di 8.435 abitanti, situata nel distretto di Murshidabad, nello stato federato del Bengala Occidentale. In base al numero di abitanti la città rientra nella classe V (da 5.000 a 9.999 persone).

## Geografia fisica
La città è situata a 24° 08' 41 N e 88° 29' 35 E.

## Società

### Evoluzione demografica
Al censimento del 2001 la popolazione di Harharia Chak assommava a 8.435 persone, delle quali 4.343 maschi e 4.092 femmine. I bambini di età inferiore o uguale ai sei anni assommavano a 1.066, dei quali 529 maschi e 537 femmine. Infine, coloro che erano in grado di saper almeno leggere e scrivere erano 5.683, dei quali 3.116 maschi e 2.567 femmine.